# Allergy ((G)I-DLE歌曲)
《Allergy》（韓語：알러지）是韩国女子组合(G)I-DLE的歌曲，在2023年5月10日由Cube娛樂发行，为该组合第六张迷你专辑《I feel》的先行曲。歌曲由成员田小娟作词、作曲及編曲，並由PopTime、Daily和Likey協助作曲和編曲。這首歌表達了一種雙重含義，即在與他人比較的同時，既想愛自己又怨恨自己。

## 彩蛋
在一开头里大约三四秒（电话未响前），可清楚聽到主打歌Queencard的副歌片段。